# Англ (Вандеја)
Англ (фр. Angles) насеље је и општина у западној Француској у региону Лоара, у департману Вандеја која припада префектури Сабл д'Олон.
По подацима из 2011. године у општини је живело 2.497 становника, а густина насељености је износила 72,86 становника/km². Општина се простире на површини од 34,27 km². Налази се на средњој надморској висини од 9 метара (максималној 22 m, а минималној 1 m).

## Демографија
| 1962. | 1968. | 1975. | 1982. | 1990. | 1999. | 2011. |
| ----- | ----- | ----- | ----- | ----- | ----- | ----- |
| 902   | 923   | 964   | 1.153 | 1.314 | 1.582 | 2.497 |

График промене броја становника у току последњих година